# Métro de Doha
Le métro de Doha est un système de transport en commun de type métro automatique destiné à desservir la ville de Doha, capitale du Qatar. Selon le projet signé en 2014 avec Systra, le réseau devait atteindre 85 km dont 55 km en tunnel avec quatre lignes en 2019 en préparation de la Coupe du monde de football de 2022. Le 8 mai 2019, une partie de la ligne rouge, soit 13 km, fut ouverte au public, entre les arrêts Al Qassar et Al Wakra.
Les stations entre Al Qassar et la ville nouvelle de Lusail (Katara, Legtaifiya, Université du Qatar et Lusail), ainsi que celle de l'aéroport Hamad International, doivent ouvrir ultérieurement; en attendant, aucun train ne circule le week-end ni après 23h sur la portion ouverte de la ligne rouge, afin de préparer l'ouverture du reste du réseau.
Les trois lignes se croiseront à la station de Msheireb (les lignes rouge et verte seront sur une même plate-forme, tandis que la ligne jaune passera en dessous), et les lignes rouge et verte seront également en correspondance à la station d'Al Bidda (au même niveau). Ces stations sont déjà ouvertes, toutefois seuls les trains de la ligne rouge y circulent, et les accès à la ligne jaune sont encore fermés au public.
Le métro de Doha sera exploité et maintenu pendant vingt ans par RKH Qitarat, la coentreprise formée par Hamad Group (51 %) et les opérateurs de transport français Keolis et RATP Dev (49 %), pour le compte de Qatar Rail.

## Historique

### Construction
La construction du métro de Doha a officiellement commencé avec une cérémonie d'inauguration sur le site de la station Msheireb, qui servira de plate-forme de correspondance pour le métro et le réseau ferroviaire. Début 2013, le Qatar a soumis des offres aux différents cabinets internationaux chargés de construire les sections de la phase 1 correspondant aux lignes rouge et verte. À la mi-mai, la firme italienne Impregilo a obtenu un contrat de 2 milliards de dollars pour gérer la construction du segment rouge (partie nord), allant de Msheireb à Al Khor nord. La section sud de la ligne rouge a été confiée à QDVC. Porr a remporté le contrat pour construire la ligne verte.
En décembre 2019, les trois lignes de métro de la capitale qatarienne sont en essai,.

### Exploitation
L'appel d'offres pour l'exploitation et la maintenance du futur métro de Doha a été lancé par Qatar Rail en mai 2015. Les deux opérateurs de métro automatique français, Keolis et RATP Dev, ont candidaté ensemble dans le cadre d'un groupement. Les autres candidats préqualifiés étaient: Arriva/DB International GmbH, West Japan Railway Company/Mitsubishi, MTR Corporation (métro de Hong Kong), Serco et Transdev. Finalement, ce sont Keolis et RATP Dev qui l'ont emporté, en vertu d'un contrat d'une durée de vingt ans signé le 7 décembre 2017 à Doha entre Qatar Rail et RKH Qitarat, la coentreprise formée par Hamad Group (51 %) et Keolis-RATP Dev (49 %). Le contrat a été signé à l'occasion d'une rencontre entre le Président de la République française, Emmanuel Macron, et de l’émir Sheikh Tamim ben Hamad Al Thani.
La ville de Doha est victime de nombreux embouteillages, Qatar Rail espère une large utilisation du métro.

## Caractéristiques
Le réseau doit compter trois lignes et quarante stations pour une longueur totale de 75 km. Il sera une partie intégrante du réseau ferroviaire du Qatar, lui aussi en cours de construction.

### Lignes
La phase 1 en cours comprend 37 stations sur trois lignes (Red, Green, Gold) qui desservent toutes une station de correspondance centrale à Msheireb au centre-ville de Doha.
| Ligne               | Ouverture | Longueur | Stations | Terminus                                        | Statut           |
| ------------------- | --- | -------- | -------- | ----------------------------------------------- | ---------------- |
| Ligne Rouge (Red)   | 8 mai 2019 (Al Qassar à Al Wakra) 10 décembre 2019 (Hamad International Airport, Katara, Qatar University et Lusail) | 40       | 18       | Lusail Aéroport international Hamad Al Wakra    | Opérationnel.    |
| Ligne Verte (Green) | 10 décembre 2019 | 22       | 11       | Al Riffa Al Mansoura                            | Opérationnel.    |
| Ligne Or (Gold)     | 21 novembre 2019 | 14       | 11       | Al Azizyah Ras Bu Aboud                         | Opérationnel.    |
| Ligne Bleue (Blue)  | 2025 | 17.5     | 14       | Hamad International Airport Terminal 2 West bay | En construction. |
| Total               | Total | 93       | 54       |                                                 |                  |

### Matériel roulant
Le métro de Doha est équipé de 75 rames à trois voitures fournies par Kinki Sharyo et Mitsubishi Corporation.

## Projets de développement
Après la phase 1, Qatar Rail évoque la construction d'une quatrième ligne (Blue Line) et plusieurs extensions, soit 60 stations additionnelles d'ici 2026,.